# Vrane
Vrane (lat. Corvidae) su porodica ptica koje žive širom svijeta i sastavljene su od 23 roda i preko 120 vrsta. Od toga rod gavrana (Corvus) uključuje više od jedne trećine ukupnog broja vrsta ove porodice.

## Opis
Vrane su velike do vrlo velike vrapčarke snažne građe, sa snažnim nogama, a kod svih vrsta osim jedne postoje dlakicama pokrivene nosnice. Mnoge vrane umjerenih područja su uglavnom crne ili plave; međutim, neke su crno-bijele, neke imaju plavoljubičast odsjaj a mnoge tropske vrste su jarkih boja. Spolovi su vrlo slični po boji i veličini. U ovu porodicu spadaju najveće vrapčarke.
Najmanja vrana je Aphelocoma nana, s težinom od 40 grama i dužinom od 21,5 cm. Najveća je gavran, težak 1400 grama i dug 65 cm.
U ovoj porodici najinteligentnije od svih ptica pokazale su da imaju svijest o sebi, pomoću testa s ogledalom (svraka) i izrade alata (gavrani); sposobnosti koje su do nedavno bile pripisivane isključivo ljudima i nekim višim sisavcima.
Prirodna hrana mnogih vrana se sastoji od beskralježnjaka, ptića, malenih sisavaca, bobica, voća, sjemenja i strvina. Međutim, mnoge su se vrste odlično prilagodile životu u gradovima i ishrani koja uključuje i kruh, špagete i ostalu hranu koju ljudi bace.

## Razmnožavanje
Partnerske veze su kod vrana veoma jake i čak doživotne kod nekih vrsta. Mužjak i ženka grade veliko gnijezdo zajedno na drveću ili drugom pogodnom mjestu. Mužjak također hrani ženku tokom inkubacije. Gnijezdo se sastoji od grančica prekrivenih travom i korom drveta. Ženke nesu između 3 i 10 jaja, obično između 4 i 7. Jaja su obično zelenkaste boje sa smeđim pjegama. Kad se izlegnu, mladi ostanu u gnijezdu 6-10 tjedana, ovisno o vrsti. 

## Rasprostranjenost
Vrane nastanjuju gotovo cijeli svijet. Izuzetak su jedino krajnji jug Južne Amerike i polarnih područja. Većina vrsta živi u tropskim dijelovima Južne i Srednje Amerike, južne Azije i Euroazije, dok u Africi, Australaziji i Sjevernoj Americi živi u svakoj manje od po 10 vrsta. Rod gavrana je s pet vrsta i jednom podvrstom ponovo naselio Australiju u relativno nedavnoj geološkoj povijesti.

## Sistematika

### Rodovi s brojem vrsta
- Platylophus - 1 vrsta
- Platysmurus - 1 vrsta
- Gymnorhinus - 1 vrsta
- Cyanocitta - 2 vrste
- Aphelocoma - 5 vrsta
- Cyanolyca - 9 vrsta
- Cyanocorax - 17 vrsta
- Calocitta - 2 vrste
- Garrulus - 3 vrste
- Perisoreus - 3 vrste
- Urocissa - 5 vrsta
- Cissa - 3 vrste
- Cyanopica - 1 vrsta
- Dendrocitta - 6 vrsta
- Crypsirina - 2 vrste
- Temnurus - 1 vrsta
- Pica - 3 vrste
- Zavattariornis - 1 vrsta
- Podoces - 4 vrste
- Nucifraga - 2 vrste
- Pyrrhocorax - 2 vrste
- Ptilostomus - 1 vrsta
- Corvus - 42 vrste

## Drugi projekti
|  | Zajednički poslužitelj ima još gradiva o temi vrane |
|  | Wikivrste imaju podatke o taksonu vranama           |